# عقبة بن عامر الجهني
عقبة بن عامر بن عبس بن عمرو بن عدي بن عمرو بن رفاعة بن مودوعة بن عدي بن عثم ابن الربعة بن رشدان بن قيس بن جهينة أبو عبس ويقال أبو حماد الجهني (نحو 15 ق. هـ - 58 هـ / 608 - 678م): أمير، صحابي، كان كاتبًا وشاعرًا وفصيح السان  وفقيهًا. شهد فتوح الشام، ثم فتوح مصر مع عمرو بن العاص، ثم لحق بمعاوية بن أبي سفيان في صفين.
وولي مصر سنة 44 هـ، وعزل عنها سنة 47 هـ وولي غزو البحر. مات بمصر، وله 55 حديثا. وفي القاهرة «مسجد عقبة بن عامر» بجوار قبره.

## حياته وسيرته

### نشأته وإسلامه
كان عقبة بن عامر من أول من بايع النبي محمد عند هجرته إلى المدينة المنورة في السنة الأولى للهجرة؛ وكان عقبة آنذاك شابًا صغير السن يرعى غنمًا لأسرته، فلما سمع بقدوم رسول الله انطلق إليه ليبايعه، وقد سجّلت كتب الأحاديث النبوية وتراجم الصحابة نبأ ذلك، قال ابن حجر: «وفي صحيح مسلم من طريق قيس بن أبي حازم عن عقبة بن عامر قال قدم رسول الله صلى الله عليه وسلم المدينة وأنا في غنم لي أرعاها فتركتها ثم ذهبت إليه فقلت بايعني فبايعني على الهجرة».
ومنذ ذلك اليوم في مطلع السنة الأولى للهجرة أخد عقبة بن عامر مكانه بين أصحاب رسول الله، وقد أتاح له كونه شابًا يافعًا أن يتقن الكتابة وأن يحفظ ما نزل من القرآن ويستوعب الأحاديث النبوية ويتفقه في الفرائض والفقه والعلوم، وأن يبلغ في ذلك كله ما لم يبلغه أكثر الصحابة، فأصبح عقبة بن عامر من أشهر وأعلم الصحابة، قال ابن يونس المصري: «: كان قارئًا عالمًا بالفرائض والفِقْه، فصيح اللسان، شاعرًا كاتبًا، وهو أحد مَنْ جمع القرآن؛ ومصحفه بمصر إلى الآن بخطه، رأيته عند "علي بن الحسن بن قديد" على غير التأليفِ الذي في مصحف عثمان». وجاء في ترجمته في سير أعلام النبلاء:«عقبة بن عامر الجهني: الإمام، المقرئ،  صاحب النبي. وَكَانَ عَالِمًا مُقْرِئًا فَصِيحًا فَقِيهًا فَرَضِيًا شَاعِرًا كَبِيرَ الشَّأْنِ».

## روايته للحديث
عن عقبة بن عامر قال: سمعت رسول الله صلى الله عليه وسلم يقول: (مَن كان له ثلاث بنات، فصبر عليهنَّ وأطعمهنَّ وسقاهنَّ وكساهنَّ من جدته، كنَّ له حجابًا من النار)

## فُتوحات الشام
لقد كان عقبة بن عامر وقبيلة جهينة في طلائع الجيش العربي الإسلامي الذي انطلق لفتح الشام في صفر 13 هجرية، قال ابن سعد:« فلمّا قبض رسول الله صَلَّى الله عليه وسلم، ونَدَبَ أبو بكر النّاسَ إلى الشام خرج عقبة بن عامر فشهد فتوح الشام»، وكان عقبة بن عامر وقبيلته في الجيش الرابع الذي تولى قيادته عمرو بن العاص في فتح غزة ومناطق من فلسطين ثم اجتمعت الجيوش الأربعة في موقعة اليرموك وغيرها.
وفي فتح دمشق في رجب 14 هـ، كان عقبة بن عامر أحد الصحابة الذين تسلموا ودخلوا مدينة دمشق يوم افتتاحها. قال ابن حجر: «وشهد عُقْبة بن عامر الفتوحَ، وكان هو البريد إلى عُمر بفَتْح دمشق».

## فتوح مصر
كان لعقبة بن عامر إسهامًا وافراً في الفتح العربي الإسلامي لمصر بمعية عمرو بن العاص. وقد كان له دور بارز في فتوح البهنسا في صعيد مصر وجنوبها، قال الواقدي: « كان في القلب - قلب الجيش - عمرو وعبد الرحمن بن أبي بكر الصديق وعبد الله بن عمر بن الخطاب وعقبة بن عامر الجهني وبقية الصحابة من الأمراء أصحاب الرايات ممن شهد الوقائع مع رسول الله صلى الله عليه وسلم».
وكان عقبة من أمراء وقادة الجيش العربي الإسلامي في محاربة البطريرك بطليموس ومن معه من الروم في دهشور ومدينة البهنسا، قال الواقدي: «حدثنا عبد الله بن عون قال: حدثنا جابر بن سنان عن عقبة بن عامر، قال: كان الروم والنصارى من أعلى السور يرمون بالحجارة والسهام ولقيت المسلمون من عدو الله البطليوس أمرا عظيما لم يروا قبله مثله وكان أول من وصل إليهم البطليوس لعنه الله فصبرت له المسلمون صبر الكرام».
وكان عقبة بن عامر على رأس القوة الإسلامية في باب القندس بمدينة البهنسا، ومن اقتحام باب القندس بدء الفتح الذي تتوج بفتح تلك المدينة وسقوط آخر معقل روماني، ورفرفت راية الإسلام في صعيد مصر، وكان ذلك في آخر خلافة عمر بن الخطاب.
وكان عقبة مع عمرو بن العاص لما افتتح الفسطاط، ثم وجه عمرو بن العاص عقبة بن عامر إلى سائر قرى أسفل الأرض، فغلب على أرضها وصالح أهل قراها على مثل صلح الفسطاط.

## وفاة عقبة ووصيته لأبنائه
ولما مرض عقبة مرض الموت جمع بنيه فأوصاهم فقال: يا بنى أنهاكم عن ثلاث فاحتفظوا بهن: لا تقبلوا الحديث عن رسول الله صلى الله عليه وسلم إلا من ثقة، ولا تستدينوا ولو لبستم العباء (كساء مفتوح من الأمام) ولا تكتبوا شعرا فتشغلوا له قلوبكم عن القرآن.
وتوفي عقبة بن عامر سنة 58 هـ، ودُفن بجبانة المقطم بالقاهرة، قرب ضريح عمرو بن العاص، وقبره معروف ومشهور، وكان أوصى قبل موته بسبعين فرس بجعابها ونبالها في سبيل الله. روى عقبة عن النبي صلى الله عليه وسلم خمسة وخمسين حديثاً، أكثرها رواها عنه المصريون.